# Rohrwalzwerk Nyschnjodniprowskyj
Das Rohrwalzwerk Nyschnjodniprowskyj (ukrainisch Нижньодніпровський трубопрокатний завод Nyschnjodniprowskyj truboprokatnyj sawod, früher Staatliches Metallurgiewerk Karl Liebknecht) ist ein Unternehmen der metallurgischen Industrie in der ukrainischen Stadt Dnipro. Es ist spezialisiert auf die Herstellung von geschweißten und nahtlosen Rohren für die Gewinnung und den Transport von Öl und Gas. Es ist der weltweit drittgrößte Hersteller von Rädern und Schienen für den Eisenbahnverkehr. Die Produktionskapazitäten des Werks umfassen mehr als 1,1 Millionen Tonnen Stahlprodukte pro Jahr. Das Unternehmen beschäftigt rund 4.800 Personen. Seit 2001 ist das Unternehmen Teil der Interpipe-Gruppe.

## Geschichte
1891 gründete der deutsche Unternehmer B. Gantke in der Nähe des Bahnhofs Goryainowo eine Nagelfabrik. 1909 verlegte er das Werk ans linke Dnepr-Ufer, um die Rohrproduktion auszubauen und weiterzuentwickeln. 1914 wurde die Anlage verstaatlicht und 1922 nach dem deutschen Revolutionär Karl Liebknecht umbenannt.
Von 1942 bis 1943 war das Werk Teil des deutschen Iwan-Programms zur Munitionsherstellung (Granaten). Während dieser Zeit war der Betrieb unter dem Namen „Donauhütte“ in den deutschen Konzern Dnjepr-Stahl-Konzern integriert. Nach dem Zweiten Weltkrieg wurde die Anlage bis 1948 wieder aufgebaut.
Die Anlage erhielt im Jahr 1994 als Erste in der GUS Zertifikate des American Petroleum Institute für Ölrohre.